# Акрота
Акрота (лат. Acrota) — персонаж древнеримской мифологии. Сын царя Альба-Лонги Тиберина Сильвия и младший брат Ромула Сильвия. Отказался от титула царя в пользу племянника — Авентина Сильвия. Эпоним Капитолийской цитадели.

## Биография
Согласно преданию, Альба-Лонга была основана Асканием как колония Лавиния. Город был столицей Латинского союза и важным религиозным центром. Альбой-Лонгой правили цари из рода Сильвиев, потомки брата или сына Аскания. Из этой династии, по материнской линии, происходили близнецы Ромул и Рем — основатели Рима. Французский историк XVIII века Луи де Бофор первым высказал мнение об искусственности списка. Эта гипотеза была поддержана последующими учёными и остаётся общепризнанной. Считается, что список служил для заполнения трёхсотлетней лакуны между падением Трои и основанием Рима. Археологические открытия XX века позволяют судить, что список был сформирован Квинтом Фабием Пиктором или кем-то из его предшественников. По мнению антиковеда Александра Грандаззи, первоначальный список был создан в середине IV века до н. э.
Акрота в римской мифологии был потомком Энея и сыном девятого царя Альба-Лонги, Тиберина Сильвия. Его отец утонул в реке Альбе и стал богом реки, которая стала называться по его имени Тибром. После того как Юпитер покарал за дерзость царя Ромула Сильвия, ему должен был наследовать его младший брат — Акрота. Однако, он уступил власть племяннику — Авентину Сильвию. Из источников упоминается только в «Метаморфозах» Овидия и «Первом Ватиканском мифографе». В другой поэме Овидия — «Фастах» Акрота не упоминается.

## Этимология имени
Исследователь Александр Грандаззи указывал на схожесть имени Акроты на имя царя Ценины — Акрона, с которым связано появление трофея Spolia opima. По мнению исследователя, это может указывать на позднее возникновение образа Акроты и что он мог быть основан на образе сабинского царя.
Также Грандаззи отмечал, что в трудах, где упоминается Акрота, отсутствует царь Агриппа Сильвий — сын Тиберина и отец Ромула Сильвия. Таким образом, в вариантах с Акротой, исчезало одно поколение альбанских царей, а у Тиберина вместо одного сына — Агриппы, присутствуют двое других — Ромул и Акрота. Также, Аппиан в «Римской истории» вместо Агриппы называет царя Агропой. По мнению Грандаззи, если это имя не обычная ошибка, то оно должно указывать на слияние персонажей. Исследователь считал, что сами персонажи не являются простой заменой друг друга.
Конрад Тибер выдвигал гипотезу, что имя Агриппа было включено в царский список, приведенный в «Фастах», чтобы польстить Марку Випсанию Агриппе, сподвижнику Октавиана Августа. Также как имя царя Ромула Сильвия должно было указывать на самого императора. Октавиан рассматривал имя Ромул как один из вариантов своего нового имени. Позже, впавший в немилость поэт решил ещё больше польстить Августу и в «Метаморфозах» сделал Агриппу не отцом, а младшим братом Ромула Сильвия. А новое имя исследователь объяснял тем, что Акрота было прозвищем Марка Випсания. Американский учёный Мейер Рейнхолд, соглашаясь с отождествлением царей, называл версию о прозвище экстравагантной.
Противоположного мнения придерживался Роберт Огилви. Согласно его версии, первоначальный персонажем был именно Акрота. Чьё имя произошло от ἀκρο древнегреческого названия Капитолийской цитадели (лат. Arx Capitolina), чьим эпонимом он скорее всего и был. Позже его имя было переосмысленно как Агриппа. Причём исследователь связывался новое имя не с другом Октавиана, а с более ранним Агриппой Менением Ланатом.
Развивая гипотезу Огилви, К. Сара Майер предположила, что при написании «Метаморфоз» Овидий использовал какой-то более древний и смутный источник, чем при написании «Фаст».

## Литературы

### Первоисточники
- Appianus. Appiani Historia Romana :  [др.-греч.] / Paul Viereck, Antoon G. Roos. — De Gruyter, 2012. — Vol. I : Prooemium. Iberica. Annibaica. Libyca. Illyrica. Syriaci. Mithridatica. — 583 с. — ISBN 9783110294385.
- Публий Овидий Назон. Фасты // Элегии и малые поэмы / Коммент. и ред. переводов М. Гаспарова и С. Ошерова. Перевод с латинского Ф. А. Петровского. — Москва : Художественная литература, 1973.
- Публий Овидий Назон. Метаморфозы / Перевод с латинского С. В. Шервинского. Примечания Ф. А. Петровского. — Москва : Художественная литература, 1977.

### Публикации
- Alexandre Grandazzi. Chapitre X. Les Rois d’Albe : analyse d’une tradition // Alba Longa, histoire d'une légende. Recherches sur l'archéologie, la religion, les traditions de l'ancien Latium :  [фр.]. — École française de Rome, 2008. — P. 731—890. — 988 p. — ISBN 9782728308323.
- K. Sara Myers. Ovid's Causes: Cosmogony and Aetiology in the Metamorphoses :  [англ.]. — University of Michigan Press, 1994. — 206 p. — ISBN 9780472104598.
- Robert Maxwell Ogilvie. A commentary on Livy, books 1-5 :  [англ.]. — Oxford : Clarendon Press, 1965.
- Meyer Reinhold. Marcus Agrippa: a biography :  [англ.]. — Geneva, New York : The W. F. Humphrey Press, 1933. — 203 p.
- William Smith. ALBA LONGA // Dictionary of Greek and Roman Geography :  [англ.]. — Walton & Maberly, 1854. — Vol. 1. — P. 87—89.
- Conrad Trieber. Zur Kritik des Eusebios. I. Die Königstafel von Alba Longa :  [нем.] // Hermes. — 1894. — Т. 29, № 1. — С. 124—142. — JSTOR 4472427.